# Liste der Kavallerieregimenter der kaiserlich-habsburgischen Armee der Frühen Neuzeit
Die Nummerierung der Kavallerieregimenter der Armee des österreichisch-habsburgischen Kaisers des Heiligen Römischen Reiches wurde erst 1769 eingeführt, wobei die Nummerierung innerhalb der Kavallerie keine Rücksicht auf die Waffengattung nahm. Weiterhin war die sonst praktizierte Benennung nach den Namen des jeweiligen Regimentsinhabers üblich. Seit dem 16. Jahrhundert wurde eine Vielzahl von temporär existierender Regimenter aufgestellt, meist aus Anlass von Feldzügen. Sie sind nicht Bestandteil dieser Übersicht.

## Erläuterung der Systematik
Die Stammlisten der Armee des römisch-deutschen Kaisers in der Frühen Neuzeit wechselten. Die dargestellten Listen unterliegen deshalb zeitlich getrennt verschiedenen Systematiken. Deshalb wird in dieser Liste den Regimentern das Gründungsjahr (mit Ordnungsnummer) hinzugefügt. So soll eine Vergleichbarkeit erleichtert werden. Wurden in einem Jahr mehrere Regimenter gegründet wurde eine zweite Ziffer hinzugefügt (z. B. „1756/2“ = zweites kaiserliches Regiment, das im Jahre 1756 aufgestellt wurde). Diese Nummerierung folgt konsequent den Aufstellungen von Tessin. Es folgen die Namen der Regimentschefs bzw. der Name (ggf. Name des Kommandeurs).
Die Nummerierung für die Zeit des Siebenjährigen Krieges erfolgt nach Hans Bleckwenn.
Stammlisten wurden offiziell 1769 angelegt. Verändert wurden diese Nummerierung bereits 1789.
Bedeutung der verwendeten Zeichen: „*“ = Gründung, „†“ = Auflösung, „>“ = Verbleib, „=“ = Doppelfunktion als stehendes Regiment eines Reichsstandes.

## Stammlisten für 1756 (Regimentsinhaber bis 1769)
Vor 1769 existierten keine Stammlisten. Zur besseren Identifizierung führte allerdings Bleckwenn in Anlehnung an die preußische Dessauer Spezifikation eine auf das frühe 18. Jahrhundert abgestimmte Systematik ein. Ergänzt werden sie hier durch die Nummerierung von Tessin (Errichtungsjahr).

### Kürassierregimenter

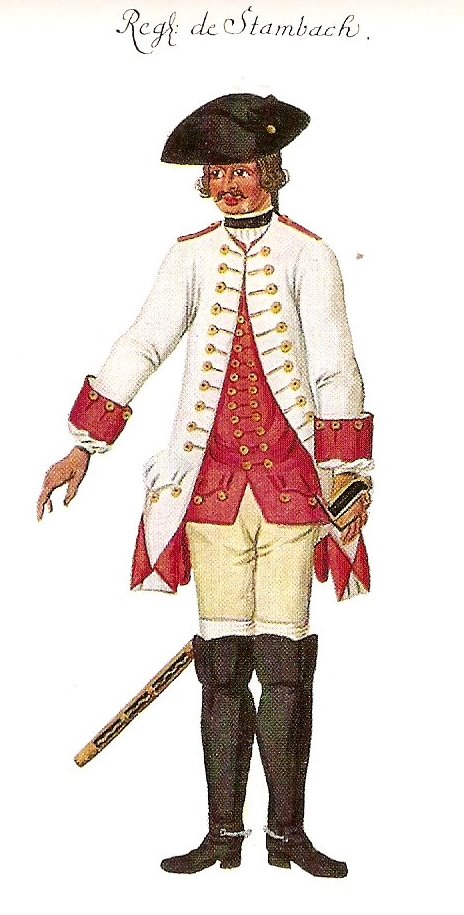
Das Regiment Kürassierregiment Stambach (K 4) im Jahre 1762 – zeitgenössische Albertina-Handschrift, Heeresgeschichtliches Museum, Wien

- Kürassierregiment K 1 (1685/1) – *1685 als „Truchsess-Cürassiere“ – 1685 Johann Eytel von Truchsess-Westhausen – 1687 Franz Leopold von Noirkermes – 1690 Friedrich Wilhelm von Hohenzollern-Hechingen – 1712 Friedrich Ludwig von Hohenzollern-Hechingen – 1750  Erzherzog Peter Leopold > 1769 Cavallerie-Regiment Nr. 3 (Leopold Toscana)

- Kürassierregiment K 2 (1683/1) – *1683 als „Dupigny-Cürassiere“ – 1683 Bernhard von Coneberg et Dupigny – 1683 Johann Franz von Chauviray – 1685 Adam Bernhard Freiherr von Saint-Croix – 1698 Joseph Innozenz von Lothringen und Bar – 1705 Ferdinand von Breuner – 1710 Thomas Emanuel von Savoyen – 1730 Eugen von Savoyen – 1735 Franz Wilhelm Rudolf von Hohenems – 1756 Ferdinand Carl von Österreich – 1761 Erzherzog Maximilian Franz von Österreich > 1769 Cavallerie-Regiment Nr. 4 (Erzherzog Maximilian)

- Kürassierregiment K 3 (1679) – *1679 als „Mercy-Cürassiere“ (Peter Ernst von Mercy (⚔1686)) – 1689 Carl von Lothringen, Prinz von Commercy – 1702 Franz Leopold von Falkenstein – 1717 Friedrich Ludwig von Württemberg-Winnental – 1734 Paul Carl Pálffy-Daun von Erdöd – 1774 Georg Heinrich von Rothschütz > 1769 Cavallerie-Regiment Nr. 8 (Palffy)

- Kürassierregiment K 4 (1682/3) – *1682 als „Veterani-Cürassiere“ – 1682 Friedrich von Veterani – 1695 Franz Joseph Zandt von Merl – 1704 Johann Anton August von Lobkowitz – 1717 Georg Christian von Lobkowitz – 1753 Karl Karger von Stampach – 1768 Franz Maria d’Este – 1780 Franz Johann von Lichtenstein – 1781 Ferdinand von Tige – 1781 Wolfgang Caspar von Zeschwitz > 1769 Cavallerie-Regiment Nr. 10 (Stampach)

- Kürassierregiment K 5 (1672/1) – *1672 als „Harrant-Cürassiere“ – 1672 Christoph Wilhelm Harant von Polschitz, 1682 Aeneas Sylvius Piccolomini d´Aragona, 1690 Georg Lorenz von Hofkirchen, 1693 Johann Anton Herberstein, 1700 Leo Ulfeldt, 1716 Adam de Gondrecourt, 1723 Johann Friedrich Modena d´Este, 1727 Johann Christoph von Seherr-Thoß, 1743 Franz Saintignon, 1745 Johann Baptist Serbelloni > 1769 Cavallerie-Regiment Nr. 12 (Serbelloni)

- Kürassierregiment K 6 (1721/1) – *1721 als „Galbes-Cürassiere“ – 1721 Emanuel Maria de Mendoza, Graf von Galbes – 1726 Caspar Ferdinand Graf Cordova und Alagon – 1756 Claudius Graf O’Donnel – 1773 Jacob von Brockhausen – 1779 Nikolaus von Haag – 1781 Friedrich August von Nassau-Usingen > 1769 Cavallerie-Regiment Nr. 14 (O’Donnel)

- Kürassierregiment K 7 (1629/1) – *1629 als „Piccolomini-Cürassiere“ – 1629 Ottavio Piccolomini – 1632 „Alt-Piccolomoni“ – 1656 Ludwig Hieronymus Caprara – 1663 Äneas Sylvius Caprara – 1701 Philipp von Hessen-Darmstadt „Jung-Darmstadt“ – 1705 „Darmstadt“ – 1737 Franz von Miglio – 1745 Friedrich Hannibal von Schmertzing – 1762 Joseph Karl d’Ayasassa > 1769 Cavallerie-Regiment Nr. 20 (d'Ayasasa)

- Kürassierregiment K 8 (1663/1) – *1663 als „Garnier-Cürassiere“ – 1663 Johann Adam von Garnier – 1664 Johann Nikolaus von Nostitz – 1670 Johann Heinrich von Dünewald – 1691 Veit Heinrich Truchseß von Wetzhausen – 1697 Christian von Hannover „Jung-Hannover“ – 1703 Raymund von Latour – 1711 Peter von Viard – 1718 Andreas von Hamilton – 1738 Joseph von Bernes – 1751 Franz Carl von Trauttmansdorff – 1786 Ferdinand von Harrach > 1769 Cavallerie-Regiment Nr. 21 (Trauttmansdorff)

- Kürassierregiment K 9 (1657/1) – *1657 als „Knigge-Cürassiere“ –1657 Jobst Hilmar von Knigge – 1669 Rudolf von Rabatta – 1685 Karl Maria von Pace – 1700 Jacob Marquis Cusani  – 1716 Ludwig von Gräven  – 1717 Johann Karl Graf von Egg  – 1718 Johann Anton Graf von Locatelli  – 1733 Johann Anton Graf von Chauvirai  – 1736 Christian Sigismund von Wurmbrand-Stuppach  –  1737 Karl Graf von St. Ignon  – 1750 Georg Chrysostom von Kalkreuther – 1760 Albert von Sachsen-Teschen > 1769 Cavallerie-Regiment Nr. 22 (Kleinholdt) (†1775)

- Kürassierregiment K 10 (1636/1) – *1636 als „Sperreuter-Cürassiere“ , Niklas Dietrich von Sperreuther – 1648 Bernhard von Walter – 1664 Karl Leopold von Lothringen – 1676 Franz von Taff – 1704 Philipp Ludwig von Leiningen-Westerburg – 1705 Thomas von Reising  – 1706 Otto von Pfefferkorn – 1707 Joseph von Browne – 1740 Wilhelm von Pfalz-Birkenfeld – 1761 Kajetan von Stampa – 1773 Heinrich von Jacquemin > 1769 Cavallerie-Regiment Nr. 23 (Stampa) (†1775)

- Kürassierregiment K 11 (1682/4) – *1682 als „Hallwyl-Cürassiere“ – 1682 Friedrich Ludwig von Hallwyl – 1684 Donat Heißler von Heitersheim – 1693 Johann Andreas Graf von Corbelli – 1704 Karl Ludwig von Birago, Graf von Roccavione – 1711 Joseph Albert Graf Saint-Croix – 1720 Johann Friedrich Graf Lanthieri – 1745 Leopold Ludwig Franz Graf von Bentheim-Bentheim –  1751 Georg Karl Graf Kager von Stampach, 1753 Friedrich August von Anhalt-Zerbst – 1767 Franz Carl Graf von Podstatzky > 1769 Cavallerie-Regiment Nr. 25 (Podstatzky) (†1775)

- Kürassierregiment K 12 (1682/1) – *1682 als „Sachsen-Lauenburg-Cürassiere“ – 1689 Vinzenz Marquis von Doria – 1691 Johann Franz von Gronzfeld – 1719 Emanuel von Portugal – 1766 Eberhard Maximilian Karl von Berlichingen – 1785 Joseph von Toskana > 1769 Cavallerie-Regiment Nr. 26 (Berlichingen)

- Kürassierregiment K 13 (1682/2) – *1682 als „Gondola-Cürassiere“  – 1682 Franz von Gondola – 1700 Johann von Palffy-Erdöd – 1751 Leopold von Radicati – 1756 Christian Philipp von Löwenstein – 1758 Bernhard Benedikt von Daun – 1766 August Marquis von Voghera – 1784 Adam von Czartorysky > 1769 Cavallerie-Regiment Nr. 27 (Benedikt Daun) († 1801)

- Kürassierregiment K 14 (1672/2) – *1672 als „Caraffa-Cürassiere“ – 1672 Antonio von Caraffa – 1693 Franz Sigmund Schrattenbach – 1693 Maxmilian Wilhelm von Braunschweig und Lüneburg – 1726 Georg Ludwig von Uffeln (Offeln) – 1733 Carl von Braunschweig-Wolfenbüttel – 1736 Theodor Lubomirski – 1745 Johann Franz von Pretlack – 1767 Carl Caramelli > 1769 Cavallerie-Regiment Nr. 29 (Caramelli)

- Kürassierregiment K 15 (1702/1) – *1702 als „Mercy-Cürassiere“ (Claudius Florimund Mercy)– 1734 Karl Wilhelm Friedrich von Ansbach-Bayreuth – 1735 Ernst Hartmann von Diemar – 1752 Christian Friedrich Carl Alexander von Ansbach-Bayreuth > 1769 Cavallerie-Regiment Nr. 33 (Ansbach)

- Kürassierregiment K 16 (1682) – *1682 Graf von Götz (auch Götze), († 1687) – 1687 Herzog Georg Christian von Holstein († 1691) –  1691 Prinz Charles Thomas de Lorraine-Vaudémont († 1704) – 1704 Graf Carl du Han, Graf von Martigny († 1721) – 1721 Graf Julius von Veterani († 1736) –  1737 Freiherr Ferdinand Heinrich von Stain zum Rechtenstein († 1738) – 1738 Freiherr Johann Friedrich von Berlichingen († 1751) – 1751 Freiherr Carl Franz von Gelhay († 1769) –  1758 Marquis Karl de Ville († 1792) > †1768

- Kürassierregiment K 17 (1684/1) – *1684 als „Hannover-Cürassiere“ Ernst August von Hannover – 1691 Georg von Hessen-Darmstadt – 1705 August Baron von Glöckelsberg – 1707 Graf Johann Carl von Caraffa – 1734 Graf Johann von Luchesi – 1758 Adolf Nikolaus von Buccow – 1765 Johann Wilhelm von Kleinholdt > †1768

- Kürassierregiment K 18 (1701/1) – *1701 als „Montecuccoli-Cürassiere“ – 1701 Herkules von Montecuccoli – 1730 Karl Maximilian von Podstatzky – 1743 Theobald Martin von Czernin – 1755 Franz von Modena  > †1768

### Dragonerregimenter

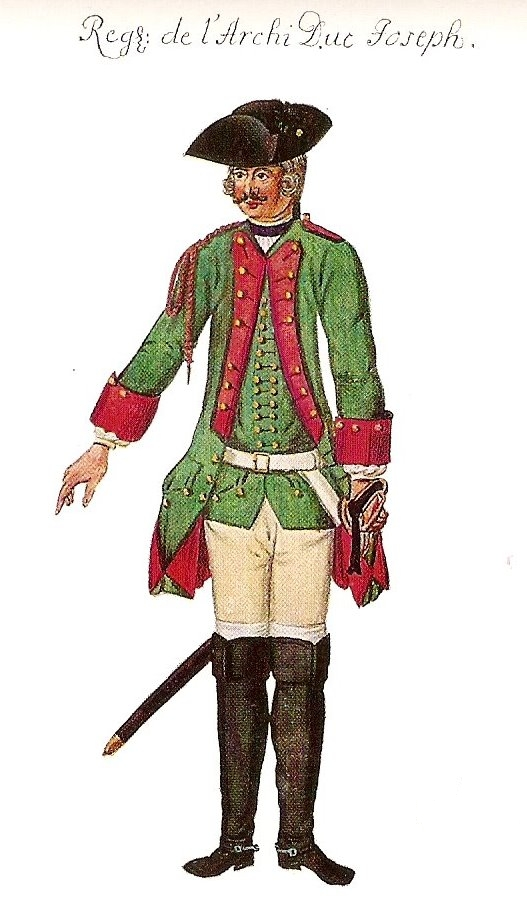
Das Regiment Dragonerregiment Erzherzog Joseph (D I) im Jahre 1762 – zeitgenössische Albertina-Handschrift, Heeresgeschichtliches Museum, Wien

- Dragonerregiment D I (1688/1) *1688 als „Löwenschild-Dragoner“ – 1688 Gustav Hannibal Löwenschild, 1690 Leopold Schlik, 1705 Gundacker von Althan, 1748 Erzherzog Joseph, 1765 „Kaiser“ („Chevauxlegers-Regiment Kaiser Joseph II.“) > 1769 Cavallerie-Regiment Nr. 1 (Kaiser Dragoner)

- Dragonerregiment D II (1682/7)

*1682 als Saurau-Cürassiere – 1682 Carl von Saurau, 1693 Maximilian Wilhelm von Braunschweig und Lüneburg, 1693 Walther Franz Xaver Anton von Dietrichstein, 1702 Sigmund Joachim von Trautmannsdorff, 1706 Franz Thomas Reising, 1711 Johann Peter von Saint-Amour, 1725 Joseph Wenzel von Liechtenstein, 1772 Johann von Liechtenstein > 1769 Cavallerie-Regiment Nr. 6 (Liechtenstein)
- Dragonerregiment D III (1631/16)

*1631 als „Ilow-Dragoner“ – 1631 Christian von Ilow, 1634 Michael D´Espaigne, 1640 Jan van der Croon („de la Corona“), 1653 Peter de Buschiere, 1661 Jakob von Gérard, 1676 Johann Valentin Schulz, 1686 Johann Jakob Kissel, 1689 Johann Ludwig Rabutin de Bussy, 1716 Amadeus de Bussy-Rabutin, 1727 Joseph Peter Waderborn von Dundy, 1731 Carl Joseph Batthyányi > 1769 Cavallerie-Regiment Nr. 7 (Batthyányi)
- Dragonerregiment D IV (1682/6)

*1682 als Kueffstein-Dragoner Johann Heinrich von Kueffstein, 1684 Eugen von Savoyen,  > 1769 Cavallerie-Regiment Nr. 9 (Savoyen)
- Dragonerregiment D V (1710/1)

*1706 als „Schönborn-Dragoner“ Lothar Franz von Schönborn (kurmainzisches Mietregiment) > 1710 kaiserlich, 1726 Ludwig Andreas Khevenhüller, 1744 Johann Joseph Holly, 1756 Hercules von Modena („Jung-Modena“)> 1769 Cavallerie-Regiment Nr. 13 („Jung-Modena“)
- Dragonerregiment D VI (1758/1)

*1758 als „Jung-Löwenstein-Dragoner“ – Christian Philipp von Löwenstein-Wertheim > 1769 Cavallerie-Regiment Nr. 18 (Löwenstein)
- Dragonerregiment D VII (1733/1)

*1733 als „d'Ollone-Dragoner“ – 1733 Alexius D’Ollone, 1746 Ludwig von Hessen-Darmstadt, 1768 Georg Wilhelm von Hessen-Darmstadt 1769 Cavallerie-Regiment Nr. 19 (Hessen-Darmstadt)
- Dragonerregiment D VIII (1718)

*1718 als Ansbach-Dragoner – 1718 Wilhelm Friedrich von Brandenburg-Anspach, 1723 Carl Wilhelm Friedrich zu Brandenburg-Anspach, 1726 Johann August von Sachsen-Gotha-Altenburg, 1767 Johann Bettony > 1769 Cavallerie-Regiment Nr. 28 (Bettony)
- Dragonerregiment D IX (1725/1)

*1725 als Westerloo-Dragoner – 1725 Johann Philipp von Westerloo und Merode, 1732 Ferdinand de Ligne, 1757 Johann Benedict  Bernhard von Daun, 1758 Christian Philipp von Löwenstein-Wertheim, 1759 Joseph von Saintignon > 1769 Cavallerie-Regiment Nr. 31 (Saint-Ignon)
- Dragonerregiment D X (1683/3)

*1683 als Herbeville-Dragoner – 1683 Ludwig Herbeville, 1709 Franz Jörger zu Tollet, 1739 Carl Joachim von Römer, 1741 Philipp von Philibert, 1753 Emanuel Wenzel von Kolowrat-Krakowsky, 1769 Friedrich Josias von Sachsen-Coburg-Saalfeld, > 1769 Cavallerie-Regiment Nr. 37 (Coburg)
- Dragonerregiment D XI (1688/2)

*1688 als Heissler-Dragoner – 1688 Donat Johann Heissler von Heitersheim, 1692 Philipp Jakob Von der Porten (La Porte), 1693 Franz Joseph Graf Serényi, 1705 Karl Colonna von Fels, 1713 Herzog Eberhard Ludwig von Württemberg, 1734 Herzog Carl Alexander von Württemberg, 1737 Herzog Carl Rudolph von Württemberg-Neuenstadt, 1740 Herzog Carl Eugen von Württemberg
- Dragonerregiment D XII (1701/2)

*1701 als Bayreuth-Dragoner – 1701 Christian Ernst von Brandenburg-Bayreuth, 1712 Georg Wilhelm von Brandenburg-Bayreuth, 1727 Viktor von Philippi, 1740 Ludwig Balayra, 1753 August Porporati, 1757 Friedrich Michael von Pfalz-Zweibrücken-Birkenfeld (1760 Chevaulegers, 1763 Dragoner), 1738 Christian zu Waldeck > 1769 Cavallerie-Regiment Nr. 39 (Waldeck)
- Dragonerregiment D XIII (1733/2)

*1733 als Koháry-Dragoner – 1733 Andreas Joseph von Koháry, 1758 Michael Anton Ignaz von Althann > †1768

### Husarenregimenter
- Husarenregiment H 1 (1756/1)

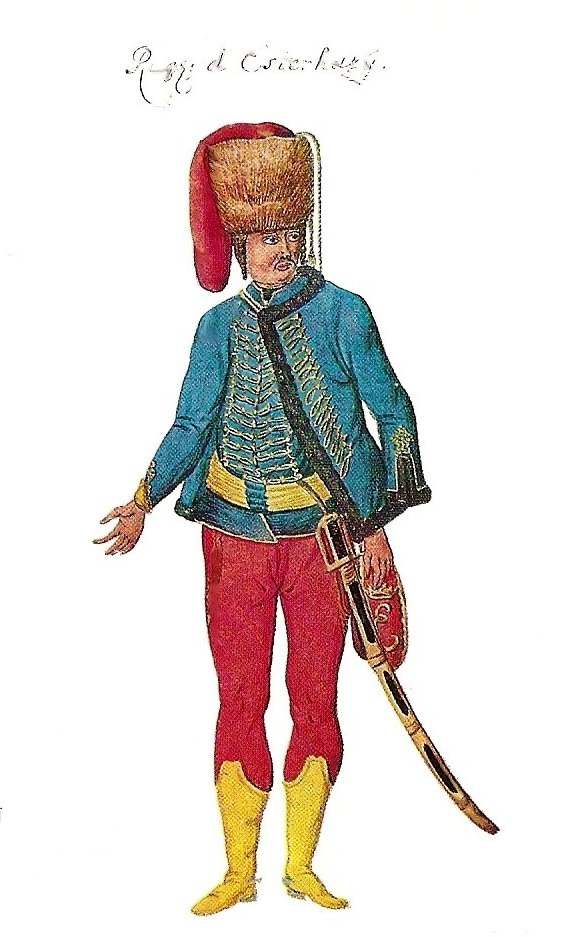
Das Husarenregiment Esterhazy (H 5) im Jahre 1762 – zeitgenössische Albertina-Handschrift, Heeresgeschichtliches Museum, Wien

*1756 als Kaiser-Husaren Franz I. Stephan, 1765 Joseph II., 1790 Leopold II. > 1769 Cavallerie-Regiment Nr. 2 (Kaiser)
- Husarenregiment H 2 (1688/4)

*1688 als Palffy-Husaren Franz von Czobor, 1689 Johann von Palffy-Erdödy, 1700 Ladislaus von Ebergeny, 1724 Emmerich von Csaky, 1743 Franz von Nadasdy, 1784 Johann von Erdödy > 1769 Cavallerie-Regiment Nr. 11 (Nadasdy)
- Husarenregiment H 3 (1734/1)

*1734 als Károlyi-Husaren – 1734 Alexander Károlyi de Nagy-Károly, 1738 Franz Károlyi de Nagy-Károly, 1741 Morocz, 1754 vacat Morocz, 1759 Rudolph Pálffy, 1762 Bethlen, 1768 Andreas Hadik von Futak, 1791 Ernst von Blankenstein > 1769 Cavallerie-Regiment Nr. 16 (Rudolph Palffy Hadik)
- Husarenregiment H 4 (1742/1)

*1742 als Gondola-Husaren Anton von Kalnoky, 1786 Leopold von Toskana > 1769 Cavallerie-Regiment Nr. 17 (Kalnoky)
- Husarenregiment H 5 (1742/2)

*1742 als Esterhazy-Husaren – 1742 Paul Anton Esterházy, 1762 Gabriel von Lusinsky > 1769 Cavallerie-Regiment Nr. 24 (Lusinski)
- Husarenregiment H 6 (1696/1)

*1696 als Déak-Husaren – 1696 Paul Déak de Mihály, 1706 Andreas von Viszlay, 1706 Johann Ladislaus Splényi de Mihály, 1730 Franz Leopold von Czungenberg, 1735 Emerich von Dessewffy, 1739 Johann Baranyay von Bodorfalva, 1766 Carl von Nauendorf > 1769 Cavallerie-Regiment Nr. 30 (Nauendorf)
- Husarenregiment H 7 (1702/2)

*1702 als Forgach-Husaren, Sigmund von Forgach, 1704 Theodor von Lehocsky, 1712 Paul von Babocsay, 1727 Stefan von Desoffy, 1742 Joseph Festetics de Tolna, 1757 Anton von Szecseny, 1767 Ferdinand Franz von Ujházy, 1768 Emmerich von Esterhazy> 1769 Cavallerie-Regiment Nr. 32 (Emmerich Esterhazy)
- Husarenregiment H 8 (1733/3)

*1733 als Havor-Husaren, Niklas von Havor – 1744 József von Dessewffy, 1768 Ferdinand Franz von Ujházy, 1773 Martin von Gräven, 1791 Siebert von Vecsey > 1769 Cavallerie-Regiment Nr. 34 (Ujházy)
- Husarenregiment H 9 (1741/1)

*1741 als Beleznai-Husaren – 1741 Johann von Beleznay, 1754 Emerich von Morocz, 1759 Adam Joseph von Bethlen, 1773 Vincenz von Barco > 1769 Cavallerie-Regiment Nr. 35 (Bethlen)
- Husarenregiment H 10 (1756/2)

*1756 als Palatinal-Husaren – zunächst ohne Inhaber, 1765 Johann Andreas von Török > 1769 Cavallerie-Regiment Nr. 36 (Török) – †1775
- Husarenregiment H 11 (1733/4)

*1733 als Splenyi-Husaren – 1733 Gabriel von Splenyi de Mihaldy, 1762 Emerich von Esterhazy – †1768
- Husarenregiment H 12 (1734/1)

*1734 als Ghilanyi-Husaren – 1734 Johann von Ghillányi, 1753 Andreas von Hadik – †1768 als Hadik-Husaren

### Grenzhusarenregimenter
- Grenzhusarenregiment H I (1746/1), Carlstädter > 1769 Cavallerie-Regiment Nr. 40
- Grenzhusarenregiment H II (1747/1), Warasdiner > 1769 Cavallerie-Regiment Nr. 41
- Grenzhusarenregiment H III (1750/1), Banalisten > 1769 Cavallerie-Regiment Nr. 42
- Grenzhusarenregiment H IV (1747/2), Slavonier > 1769 Cavallerie-Regiment Nr. 43

## Stammliste 1769
Die Stammliste von 1769 war die erste offizielle Nummerierung in der kaiserlichen Armee. Die Namen der Regimentsinhaber wurden dabei hinzugefügt. Während für die Infanterie-Regimenter die Stammliste bis zum Ersten Weltkrieg reichte, war die Nummerierung für die Kavallerieregimenter nur für kurze Zeit gültig. Die Nummerierung mischte alle Kavalleriegattungen. Das Dienstalter der Regimentsinhaber, aber nicht das Alter des Regiments waren die Richtschnur für die Reihenfolge.
- Cavallerieregiment Nr. 1 – 1769 Kaiser-Chevauxlegers > 1798 Dragoner-Regiment Nr. 1 (Kaiser Chevauxlegers) (1688/1)
- Cavallerieregiment Nr. 2 – 1769 Kaiser-Husaren > 1798 Husaren-Regiment Nr. 1 (1756/1)
- Cavallerieregiment Nr. 3 – 1769 Leopold Toscana > 1798 Dragoner-Regiment Nr. 2 (1685/1)
- Cavallerieregiment Nr. 4 – 1769 Erzherzog Maximilian von Österreich, 1780 Friedrich Anton von Hohenzollern-Hechingen > 1798 Cürassier-Regiment Nr. 6 (1683/1)
- Cavallerieregiment Nr. 5 – *1768 als 1. Carabiner-Regiment – 1769 Herzog-Albert-Carabiner > 1798 Cürassier-Regiment Nr. 3 (1768/1)
- Cavallerieregiment Nr. 6 – 1769 Liechtenstein > †1775 (1682/7)
- Cavallerieregiment Nr. 7 – 1769 Batthyranyi > 1798 Dragoner-Regiment Nr. 12 (Kinsky) (1631/16)
- Cavallerieregiment Nr. 8 – 1769 Palffy > †1775 (1679)
- Cavallerieregiment Nr. 9 – 1769 Savoyen > 1798 Dragoner-Regiment Nr. 15 (Savoyen) (1682/6)
- Cavallerieregiment Nr. 10 – 1769 Modena > 1798 Cürassier-Regiment Nr. 5 – †1810 (1682/3)
- Cavallerieregiment Nr. 11 – 1769 Nadasdy > 1798 Husaren-Regiment Nr. 9 (1688/4)
- Cavallerieregiment Nr. 12 – 1769 Serbelloni, 1778 Georg (August) von Mecklenburg–Strelitz, 1786 Moriz Kavanagh > 1798 Cürassier-Regiment Nr. 12 (1672/1)
- Cavallerieregiment Nr. 13 – 1769 Jung-Modena > 1798 Dragoner-Regiment Nr. 5 (Modena) (1710/1)
- Cavallerieregiment Nr. 14 – 1769 O’Donnel – 1798 Cürassier-Regiment Nr. 9 > Dragoner-Regiment Nr. 5 (1721/1)
- Cavallerieregiment Nr. 15 – *1768 als 2. Carabiner-Regiment – 1769 Herzog Albert > 1798 Cürassier-Regiment Nr. 1 (1768/2)
- Cavallerieregiment Nr. 16 – 1769 Rudolph Palffy Hadik > 1798 Husaren-Regiment Nr. 6 (1734/1)
- Cavallerieregiment Nr. 17 – 1769 Kalnoky > 1798 Husaren-Regiment Nr. 4 (1742/1)
- Cavallerieregiment Nr. 18 – 1769 Löwenstein > 1798 Dragoner-Regiment Nr. 4 (Karazcay) (1758/1)
- Cavallerieregiment Nr. 19 – 1769 Darmstadt > 1798 Dragoner-Regiment Nr. 14 (Levenehr) (1733/1)
- Cavallerieregiment Nr. 20 – 1769 D'Ayasasa > 1798 Cürassier-Regiment Nr. 10 (1629/1)
- Cavallerieregiment Nr. 21 – 1769 Trauttmansdorff > 1798 Cürassier-Regiment Nr. 7 (1663/1)
- Cavallerieregiment Nr. 22 – 1769 Kleinholdt > †1775 (1657/1)
- Cavallerieregiment Nr. 23 – 1769 Stampa > †1775 (1636/1)
- Cavallerieregiment Nr. 24 – 1769 Lusinski > †1775 (1742/2)
- Cavallerieregiment Nr. 25 – 1769 Podstatzky > †1775 (1682/4)
- Cavallerieregiment Nr. 26 – 1769 Berlichingen > 1798 Dragoner-Regiment Nr. 3 (Erzherzog Johann) (1682/1)
- Cavallerieregiment Nr. 27 – 1769 Benedikt Daun > 1798 Cürassier-Regiment Nr. 4 (Czartoryski) > †1802 (1682/2)
- Cavallerieregiment Nr. 28 – 1769 Bettony > 1798 Dragoner-Regiment Nr. 10 (Lobkowitz) (1718)
- Cavallerieregiment Nr. 29 – 1769 Caramelli > 1789 Franz Joseph Carl Ambrosius von Este und Modena, 1792 Herzog Franz IV. > 1798 Cürassier-Regiment Nr. 2 (Erzherzog Franz) (1672/2)
- Cavallerieregiment Nr. 30 – 1769 Wurmser > 1798 Husaren-Regiment Nr. 8 > Husaren-Regiment Nr. 8 (1696/1)
- Cavallerieregiment Nr. 31 – 1769 Saint-Ignon > 1798 Dragoner-Regiment Nr. 11 (La Tour) (1725/1)
- Cavallerieregiment Nr. 32 – 1769 Emmerich Esterhazy > 1798 Husaren-Regiment Nr. 3 (1702/2)
- Cavallerieregiment Nr. 33 – 1769 Ansbach > 1798 Cürassier-Regiment Nr. 11 (Ansbach) > †1802 (1702/1)
- Cavallerieregiment Nr. 34 – 1769 Ujazy > 1798 Husaren-Regiment Nr. 4 (1733/3)
- Cavallerieregiment Nr. 35 – 1769 Bethlen > 1798 Husaren-Regiment Nr. 10 (1741/1)
- Cavallerieregiment Nr. 36 – 1769 Török > †1775 (1756/2)
- Cavallerieregiment Nr. 37 – 1769 Coburg > 1798 Dragoner-Regiment Nr. 6 (1683/2)
- Cavallerieregiment Nr. 38 – 1769 Württemberg > 1798 Dragoner-Regiment Nr. 8 (Württemberg) (1688/2)
- Cavallerieregiment Nr. 39 – 1769 Zweibrücken > 1798 Dragoner-Regiment Nr. 7 (Waldeck) (1701/2)
- Cavallerieregiment Nr. 40 – (H I) – Carlstädter Grenzhusarenregiment > †1780 (1746/1)
- Cavallerieregiment Nr. 41 – (H II) – Warasdiner Grenzhusarenregiment > †1780 (1747/1)
- Cavallerieregiment Nr. 42 – (H III) – Banalisten Grenzhusarenregiment > †1780 (1750/1)
- Cavallerieregiment Nr. 43 – (H IV) – Slavonier Grenzhusarenregiment > †1780 (1747/2)

## Stammliste 1798 und Verbleib 1806

### Kürassiere
- Cürassierregiment Nr. 1 von 1768/2 – 1798 Kaiser > 1806 Cürassier-Regiment Nr. 1 (Kaiser)
- Cürassierregiment Nr. 2 von 1672/2 – 1798 Erzherzog Franz > 1806 Dragoner-Regiment Nr. 2
- Cürassierregiment Nr. 3 von 1768/1 – 1798 Herzog Albert > 1806 Kürassier-Regiment Nr. 3
- Cürassierregiment Nr. 4 von 1682/2 – 1798 Czartorsky > †1802
- Cürassierregiment Nr. 5 von 1721/1 – 1798 Zesschwitz > †1802
- Cürassierregiment Nr. 6 von 1683/1 – 1798 Hohenzollern > 1806 Dragoner-Regiment Nr. 8
- Cürassierregiment Nr. 7 von 1663/1 – 1798 Lothringen > 1806 Dragoner-Regiment Nr. 7
- Cürassierregiment Nr. 8 von 1798 –
- Cürassierregiment Nr. 9 von 1721/1 – 1798 Nassau > 1802 Cürassier-Regiment Nr. 5 (Nassau) > 1806 Dragoner-Regiment Nr. 5
- Cürassierregiment Nr. 10 von 1629/1 – 1798 Mack > 1802 Cürassier-Regiment Nr. 6 (Mack) > 1806 Dragoner-Regiment Nr. 6
- Cürassierregiment Nr. 11 von 1702/1 – 1798 Ansbach > †1802
- Cürassierregiment Nr. 12 von 1672/1 – 1798 Kavanagh > 1802 Cürassier-Regiment Nr. 4 (Kronprinz Ferdinand) > 1806 Dragoner-Regiment Nr. 4

### Dragoner
- Dragonerregiment Nr. 1 von 1688/1 – 1798 Kaiser > Chevaulegersregiment Nr. 1 > 1806 Ulanen-Regiment Nr. 6
- Dragonerregiment Nr. 2 von 1685/1 – 1798 Kronprinz > †1802
- Dragonerregiment Nr. 3 von 1682/1 – 1798 Erzherzog Johann > 1802 Dragonerregiment Nr. 1 (Erzherzog Johann) > 1806 Dragoner-Regiment Nr. 9
- Dragonerregiment Nr. 4 von 1758/1 – 1798 Karaiczay > 1802 Chevaulegers-Regiment Nr. 2 (Hohenzollern) > 1758 Ulanen-Regiment Nr. 7
- Dragonerregiment Nr. 5 von 1710/1 – 1798 Modena > †1802
- Dragonerregiment Nr. 6 von 1683/2 – 1798 Melas > 1806 Dragoner-Regiment Nr. 6
- Dragonerregiment Nr. 7 von 1701/2 – 1798 Waldeck > 1802 Dragonerregiment Nr. 7 (Hohenlohe) > 1806 Husaren-Regiment Nr. 15
- Dragonerregiment Nr. 8 von 1688/2 – 1798 Württemberg > 1802 Dragonerregiment Nr. 3 (Württemberg) > 1806 Dragoner-Regiment Nr. 11
- Dragonerregiment Nr. 10 von 1718 bis 1798 Lobkowitz > 1802 Chevauxlegersregiment Nr. 3 (Lobkowitz) > 1806 Ulanen-Regiment Nr. 8
- Dragonerregiment Nr. 11 von 1725/1 – 1798 La Tour > 1802 Chevauxlegersregiment Nr. 4 > 1806 Dragoner-Regiment Nr. 14
- Dragonerregiment Nr. 12 von 1631/16 > 1798 Kinsky > 1802 Chevauxlegersregiment Nr. 5 > 1806 Dragonerregiment Nr. 10
- Dragonerregiment Nr. 15 von 1682/6 – 1798 Savoyen > 1802 Dragonerregiment Nr. 5 (Savoyen) > 1806 Dragonerregiment Nr. 13

### Husaren
- Husarenregiment Nr. 1 von 1756/1 – 1798 Kaiser > 1806 Husarenregiment Nr. 1
- Husarenregiment Nr. 2 von 1742/1 – 1798 Erzherzog Joseph > 1806 Husarenregiment Nr. 2
- Husarenregiment Nr. 3 von 1702/2 – 1798 Erzherzog Ferdinand > 1806 Husarenregiment Nr. 3
- Husarenregiment Nr. 4 von 1733/3 – 1798 Vecsey > 1803 Husarenregiment Nr. 4 (Hessen-Homburg) > 1806 Husarenregiment Nr. 4
- Husarenregiment Nr. 5 von 1798/4 – 1798 1. neues Husarenregiment > 1801 Ott > 1806 Husaren-Regiment Nr. 5 (Ott)
- Husarenregiment Nr. 6 von 1734/1 – 1798 Blankenstein > 1806 Husaren-Regiment Nr. 6
- Husarenregiment Nr. 7 von 1798/5 – 1798 2. neues Husarenregiment > 1806 Husarenregiment Nr. 7 (Liechtenstein)
- Husarenregiment Nr. 8 von 1696/1 – 1798 Wurmser > 1806 Husarenregiment Nr. 8
- Husarenregiment Nr. 9 von 1688/4 – 1798 Erdödy > 1798 Husarenregiment Nr. 9 (Erdödy) > Husaren-Regiment Nr. 9
- Husarenregiment Nr. 10 von 1741/1 – 1798 Meszaros > 1802 Husarenregiment Nr. 10 (Stipsiscz) > 1806 Husarenregiment Nr. 10
- Husarenregiment Nr. 11 von 1764/1 – 1798 Szekler (Grenzhusaren) > 1806 Grenz-Husarenregiment Nr. 11
- Husarenregiment Nr. 12  von 1794/1 – 1794 Croatisch-Slawonisches Grenz-Freikorps – 1798 Croatisch-Slawonisches Grenz-Husarenregiment Nr. 12 – †1801
- Husarenregiment Nr. 12  von 1800/1 Palatinal-Husaren – 1802 Palatinal-Husarenregiment Nr. 12 > 1806 Husarenregiment Nr. 12

## Kurzfristig bestehende „reduzierte“ Regimenter
- Kaiserliche Goltz-Arkebusiere (1621) (1621/8) – † 1621
- Cürassier-Regiment Jung-Nassau (1625) – *1625 als „Regiment Neu-Sachsen“ (Franz Albrecht von Sachsen-Lauenburg) – 1632 Melchior von Hatzfeldt – 1642 Christian von Nassau-Siegen – 1644 Raimondo Montecuccoli – 1645 Melchior von Hatzfeldt – 1647 Johann von Mortal – 1647 Moritz Heinrich von Nassau-Hadamar – † 1649
- Cürassier-Regiment Pignatelli – (1632) Ottavio Piccolomini – 1656 Raimondo Montecuccoli – 1680 Leopold Montecuccoli († 1698) – 1700 Hannibal Visconti – 1729 Joseph Anton von Pignatelli † 1734 (Vernichtet bei Bitonto)